# John W. Harreld
John W. Harreld (Morgantown, 1872. január 24. – Oklahoma City, 1950. december 26.) az Amerikai Egyesült Államok szenátora (Oklahoma, 1921–1927).